# Parafia Wniebowzięcia Najświętszej Maryi Panny w Dąbrowie Górniczej
Parafia Wniebowzięcia Najświętszej Maryi Panny w Dąbrowie Górniczej–Okradzionowie – rzymskokatolicka parafia, położona w dekanacie sławkowskim, diecezji sosnowieckiej, metropolii częstochowskiej w Polsce, erygowana w 1982 roku.

## Galeria zdjęć

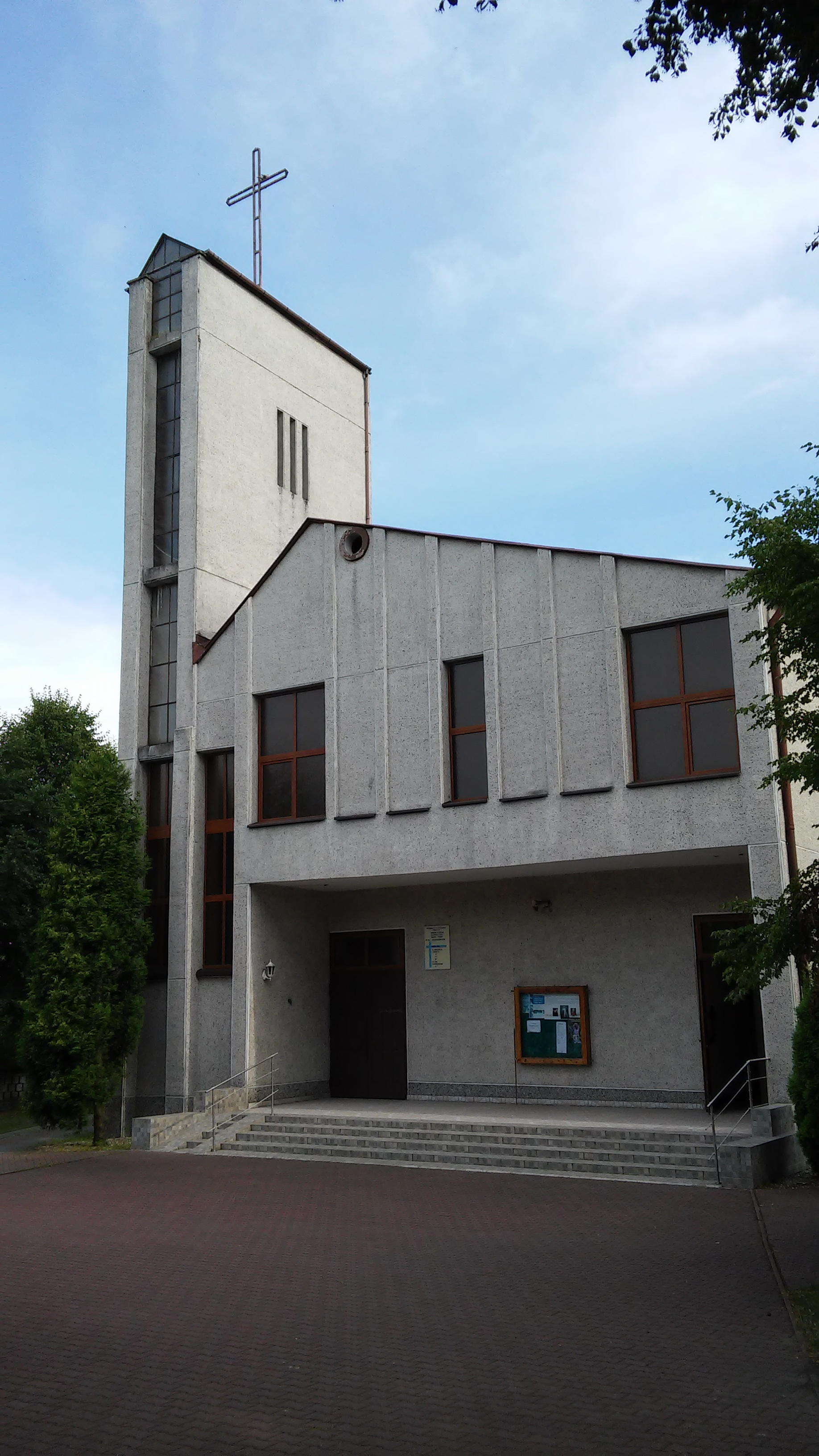
Kościół parafialny
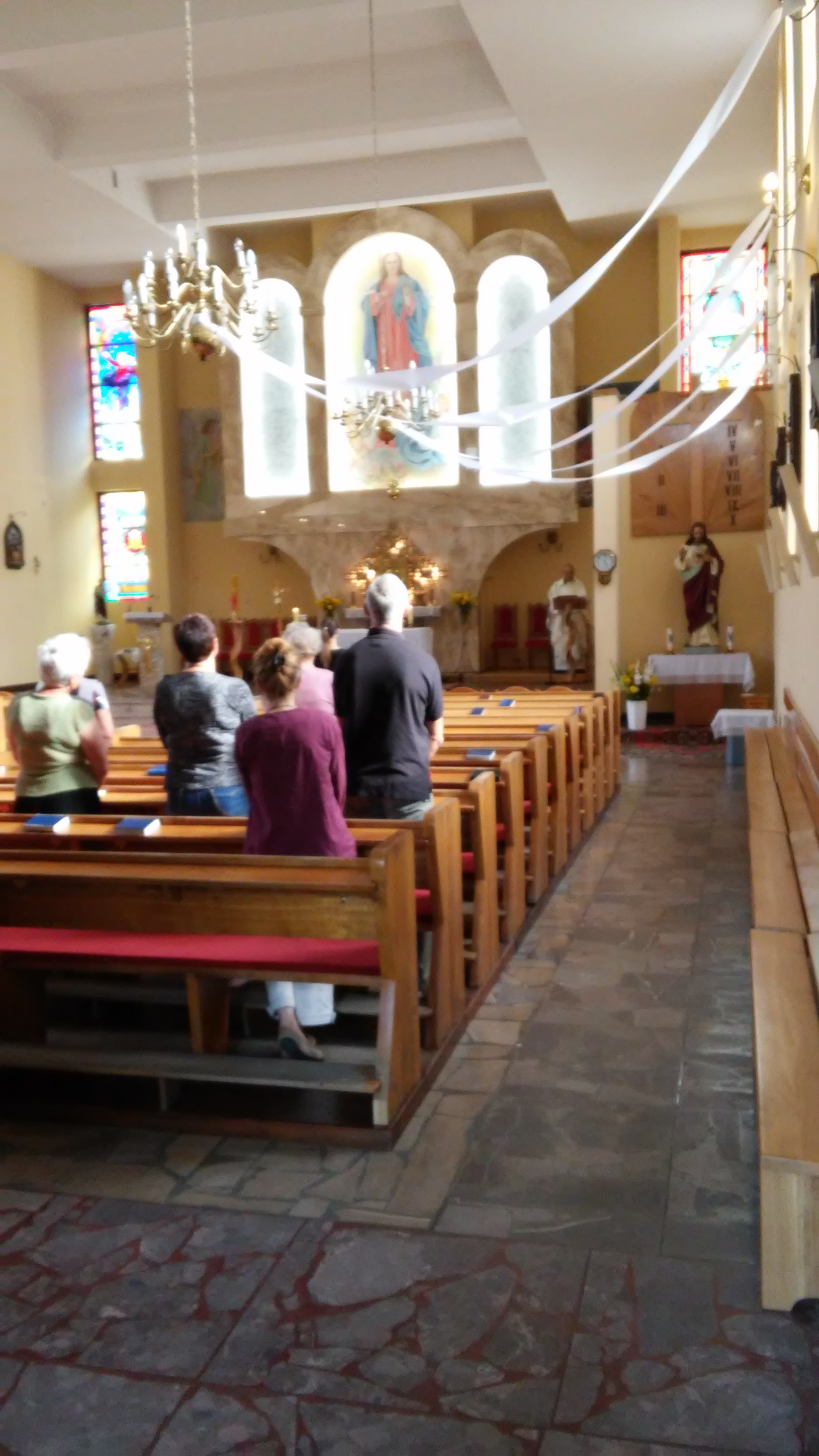
Wnętrze kościoła
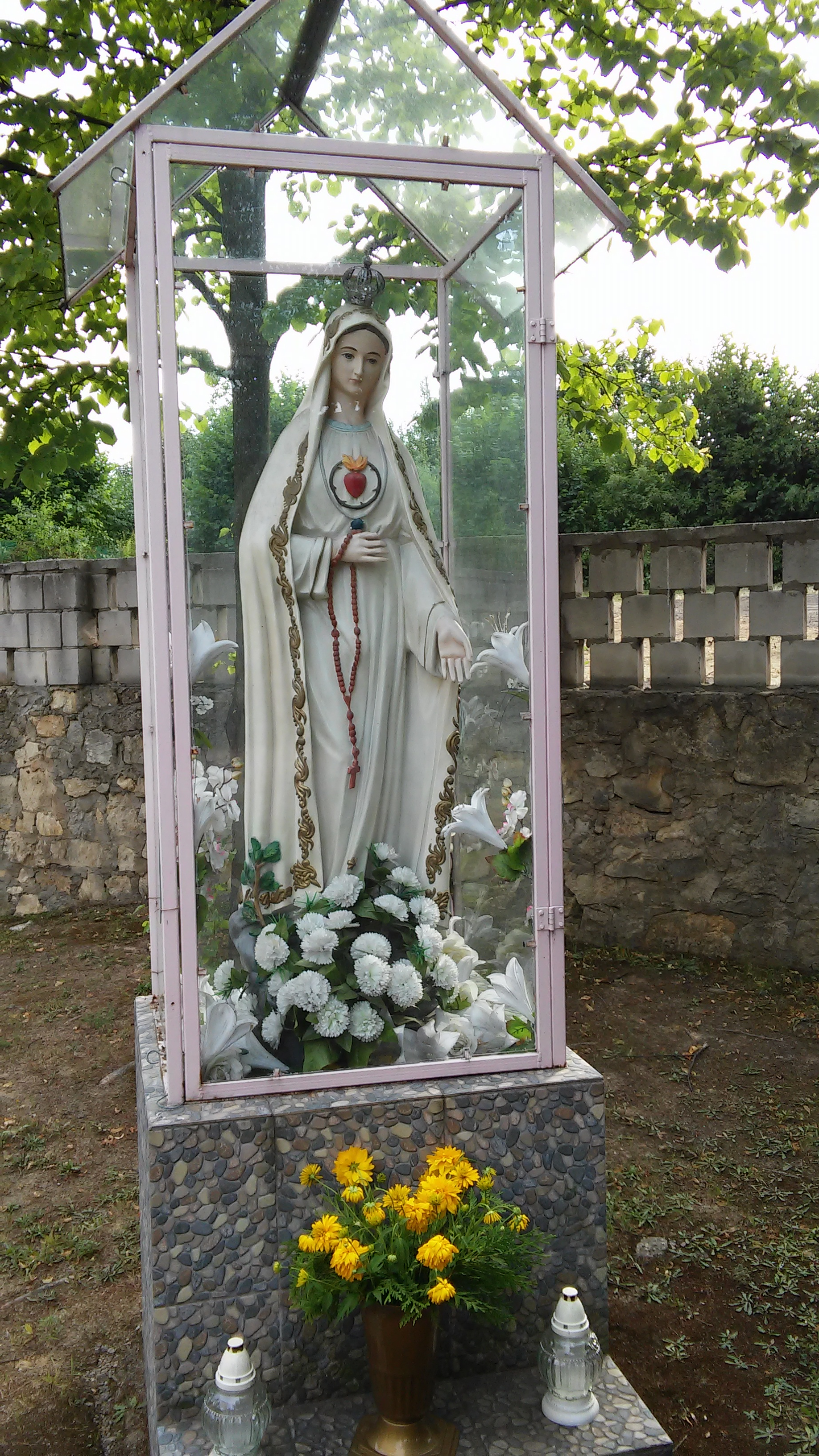
Figurka Matki Bożej
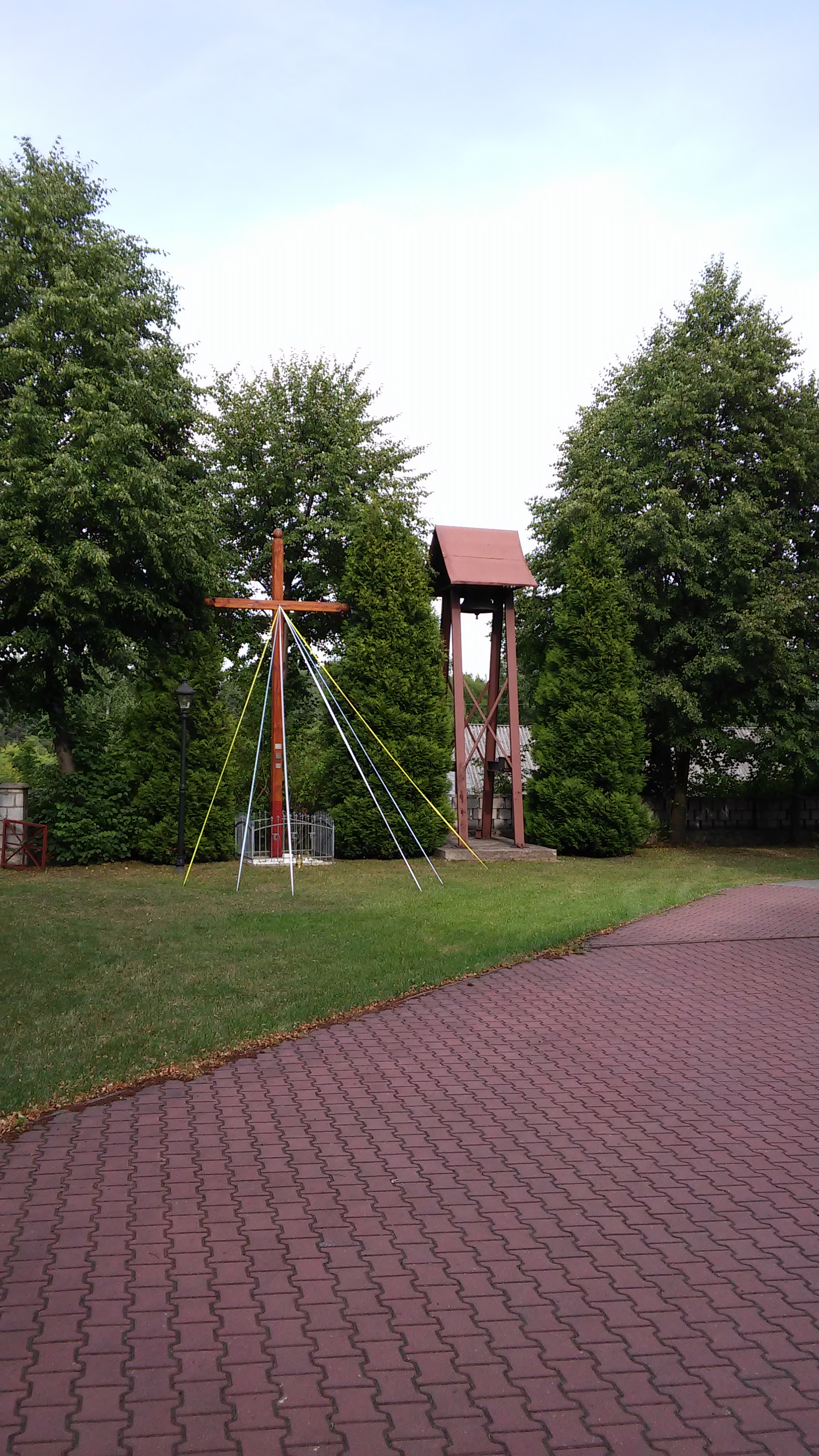
Dzwonnica przykościelna